# Calle del Pozuelo
La calle del Pozuelo es una vía pública de la ciudad española de Segovia.

## Descripción
La vía, que debe el título a un pozo que existía cerca de la calle de las Descalzas, conecta la del Vallejo con la de Velarde. Aparece descrita en Las calles de Segovia (1918) de Mariano Sáez y Romero con las siguientes palabras:

Pozuelo.—Esta calle nace en la plazuela del Vallejo y muere en la calle de Velarde. Un pozo que había en una rinconada de esta calle, ya para salir a la Canonjía y a las Descalzas, es lo que ha dado denominación, llamándola Pozuelo como diminutivo y derivado de la palabra pozo. La calle es corta y sin cosa de importancia.
(Sáez y Romero, 1918, p. 134)